# Huddunge stormosses naturreservat
Huddunge stormosses naturreservat är ett naturreservat i Heby kommun i Uppsala län.
Området är naturskyddat sedan 2015 och är 87 hektar stort. Reservatet består av tallmossar, rikkärr och sumpskogar.